# Condes de Celje
Os Condes de Celje (em alemão:  Grafen von Cilli, em húngaro:  Cillei Grófok  e em esloveno:  Celjski Grofje) foi a família nobre mais importante da Baixa Idade Média no território que hoje corresponde à atual Eslovênia. Eles governaram o Condado de Celje.
Surgiram como vassalos da dinastia dos Habsburgos, na época em que a casa de condes local se extinguira, recebendo a imediatidade imperial sob o título de Grafs, sendo elevados também a Príncipes do Sacro Império Romano-Germânico bem como diversos outros títulos nos territórios do que é hoje a Europa Central.

## Nome e origens

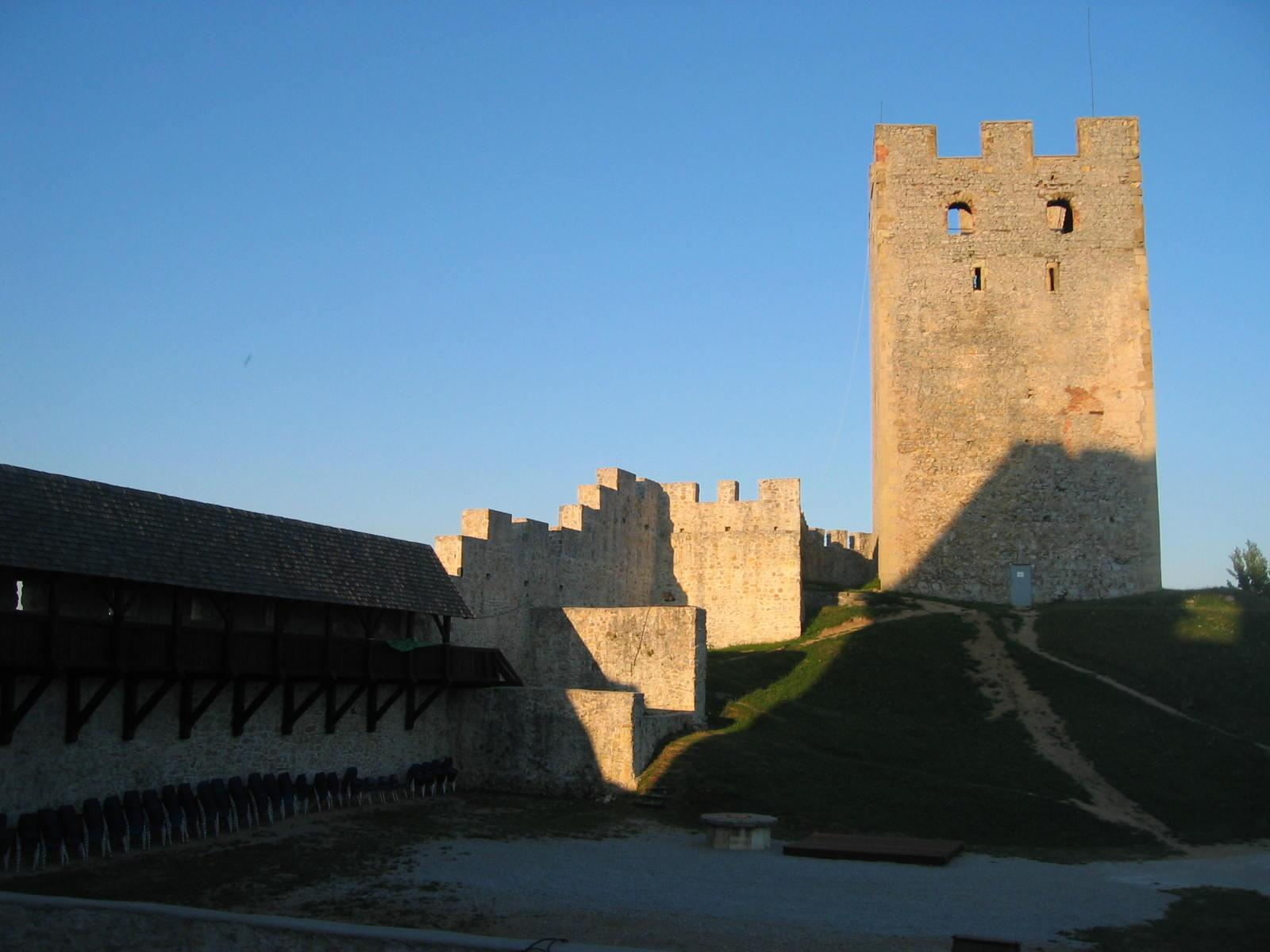
Castelo de Celje

Os Senhores do Castelo de Sanneck (também  Castelo de Žovnek) foram elevados à condição de condes pelo Imperador Luís IV no ano de 1341 em Munique e receberam o título de Cylie ou Cilli derivado do nome do Castelo de Celje na Baixa Estíria. No início do século XIV eles se aliaram aos Habsburgos da Áustria no conflito contra o Duque de Meinhardiner Henrique I pelo Reino da Boêmia, os fazendo vassalos dos Habsburgos em 1308. Os Senhores de Sanneck herdaram as extensas possessões dos antigos Condes de Heunburgo em 1322; os estados de Celje por si se tornaram propriedade da dinastia em 1333, não antes de ser um feudo sob a rivalidade de diversas dinastias. Frederico I, Senhor de Sanneck, finalmente prevaleceu com seu apoio a Otão, O Feliz, o duque Habsburgo do Ducado da Estíria. 
Em um curto período de tempo os Condes de Celje já possuíam mais de vinte castelos por todo o território da atual Eslovênia e redondezas através do casamento de suas filhas. Com suas aquisições de enormes estados nas regiões dos ducados da Estíria e Caríntia, na Marca da Carníola, bem como nos territórios da Coroa Húngara (incluindo o medieval Reino da Croácia e Eslavônia) sua influência cresceu e eles se tornaram uma das mais poderosas famílias naquela área. O Conde Ulrico I de Celje, um líder de soldados mercenários, se aliou ao Rei Luís I da Hungria na sua campanha pela Dalmácia em 1354 e, pouco depois, ao Rei dos Romanos Carlos IV para a sua coroação em Roma. Seu filho Guilherme se casou com Ana da Polônia, filha do rei polonês Casimiro, O Grande. Através de casamentos, os Condes de Celje se relacionaram a governantes da Bósnia, a reis húngaros e poloneses. Também através de Bárbara de Celje eles adquiriram parentesco com os reis da Boêmia.

## Salvamento do Rei
A rápida ascensão continuou após 1396 na Batalha de Nicópolis contra o Império Otomano, onde o Conde Herman II de Celje salvou a vida do Rei Sigismundo da Hungria, o filho do antigo Imperador Carlos IV. Como recompensa o Rei cedeu (1397/99) a cidade de Varaždin, o Condado de Zagorje, e diversos estados no Reino da Croácia à família. Em 1401 os Condes de Celje estavam entre os aliados do Rei Sigismundo na rebelião contra os magnatas húngaros. A aliança com a Casa de Luxemburgo se tornaria ainda mais estreita através do casamento da filha de Herman, Bárbara de Celje, com o Rei em 1405. Em 1418 o Conde Herman II herdou os estados da Caríntia e Carníola, que ora pertenciam aos extintos Condes de Ortenburgo.
Em 1410 Sigismundo foi eleito Rei dos Romanos e coroado Sacro Imperador Romano em 1433. Em 1436 ele elevou os Condes de Celje ao posto de Príncipes do Sacro Império Romano, embora ainda mantivessem o título de Graf (em esloveno:  Grof). Os Habsburgos, de quem acabaram se tornando fortes rivais, reagiram com uma guerra que durou até 1443, quando um acordo de herança mútua foi assinado.
O Conde Ulrico II de Celje foi o membro mais poderoso da família de Celje. Em 1432 ele se casou com Catarina, filha do déspota da Sérvia Đurađ Branković. Ulrico obteve bastante influência em várias cortes, que se originaram das relações que a família de Celje haviam firmado no passado. Após a morte do Rei Habsburgo Alberto II em 1439, ele tentou tomar a regência da Hungria, Boêmia e Áustria através do controle do filho mais novo de Alberto, Ladislau, O Póstumo. Com tal ambição ele ganhou vários oponentes e rivais, como a família húngara Hunyadi. Depois de uma fracassada reivindicação pela Coroa Bósnia, o Condado de Celje obteve alguns territórios da Croácia e Eslavônia e em 1452 finalmente logrou forçar o Imperador Frederico III a passar para si a guarda do pequeno Rei Ladislau. Assim, Ulrico II se tornou regente de facto da Hungria.

## Assassinato em Belgrado
Em 1456, depois da morte de seu rival João Corvino, Ulrico II o sucedeu como Capitão General da Hungria. O fato deflagrou uma conspiração da família Hunyadi (em português:  Corvino) contra Ulrico II, sendo ele assassinado pelos homens de Ladislau Hunyadi, filho de João Corvino, em 8 de novembro em Belgrado.
Com a morte de Ulrico II a linhagem masculina dos Condes de Celje desapareceu, e após uma guerra de sucessão todos os seus estados e propriedades foram entregues aos Habsburgos com base em um acordo de herança.

## Legado
Parte de seu brasão de armas - as três estrelas douradas sobre fundo azul - que os Senhores de Sanneck herdaram dos outrora poderosos Condes de Heunburgo da Caríntia em 1322, foram incorporadas ao brasão da Iugoslávia na década de 1920 e ao brasão de armas da Eslovênia em 1991. Ele também é atualmente o brasão de armas de Celje.
Além disto, todos os monarcas europeus descendentes de Cristiano IX da Dinamarca com sua esposa Luísa de Hesse-Cassel (descendente direta por linha materna de Bárbara de Celje) são descendentes desta família.

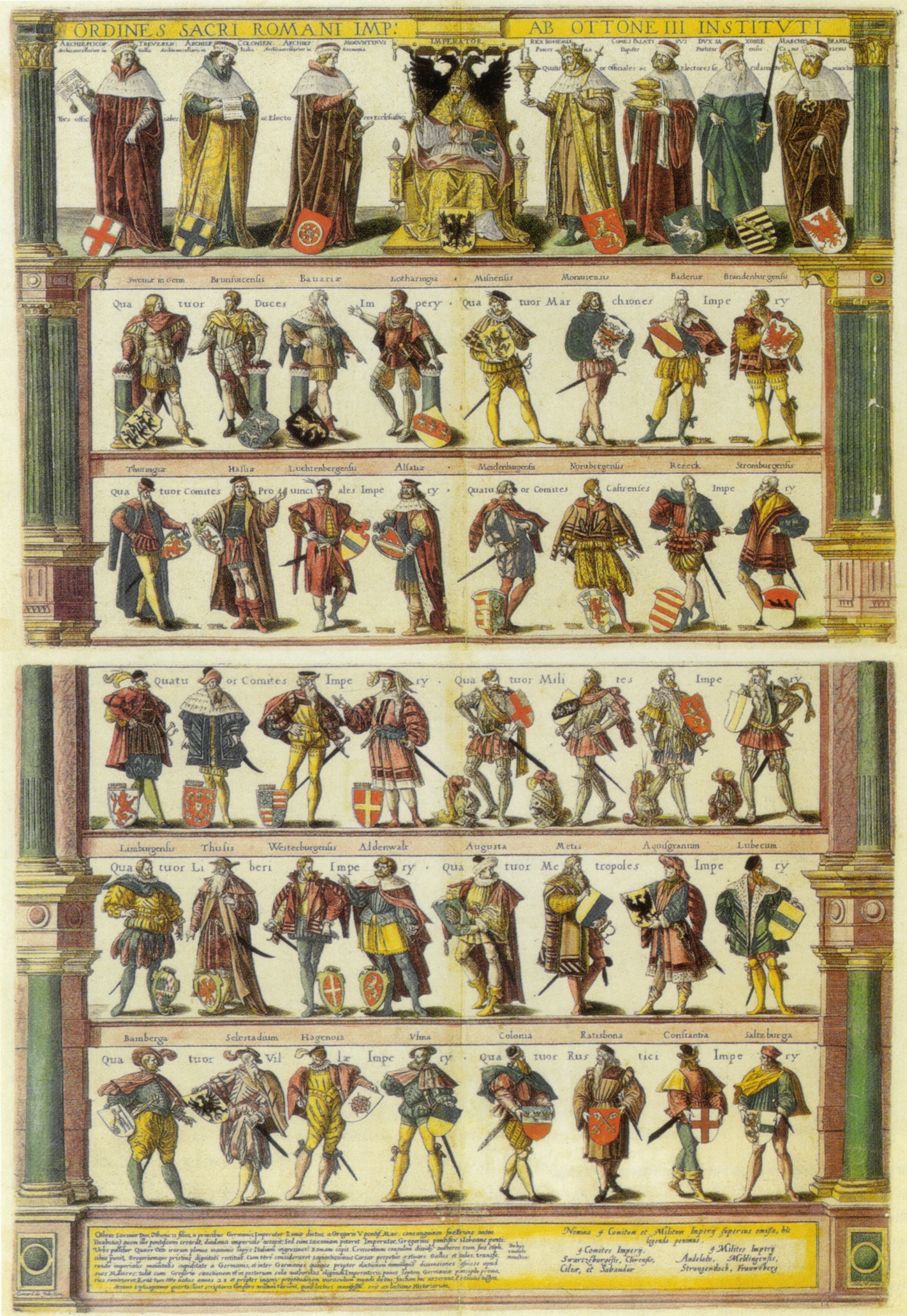
Condes de Celje na estrutura do Sacro Império Romano-Germânico
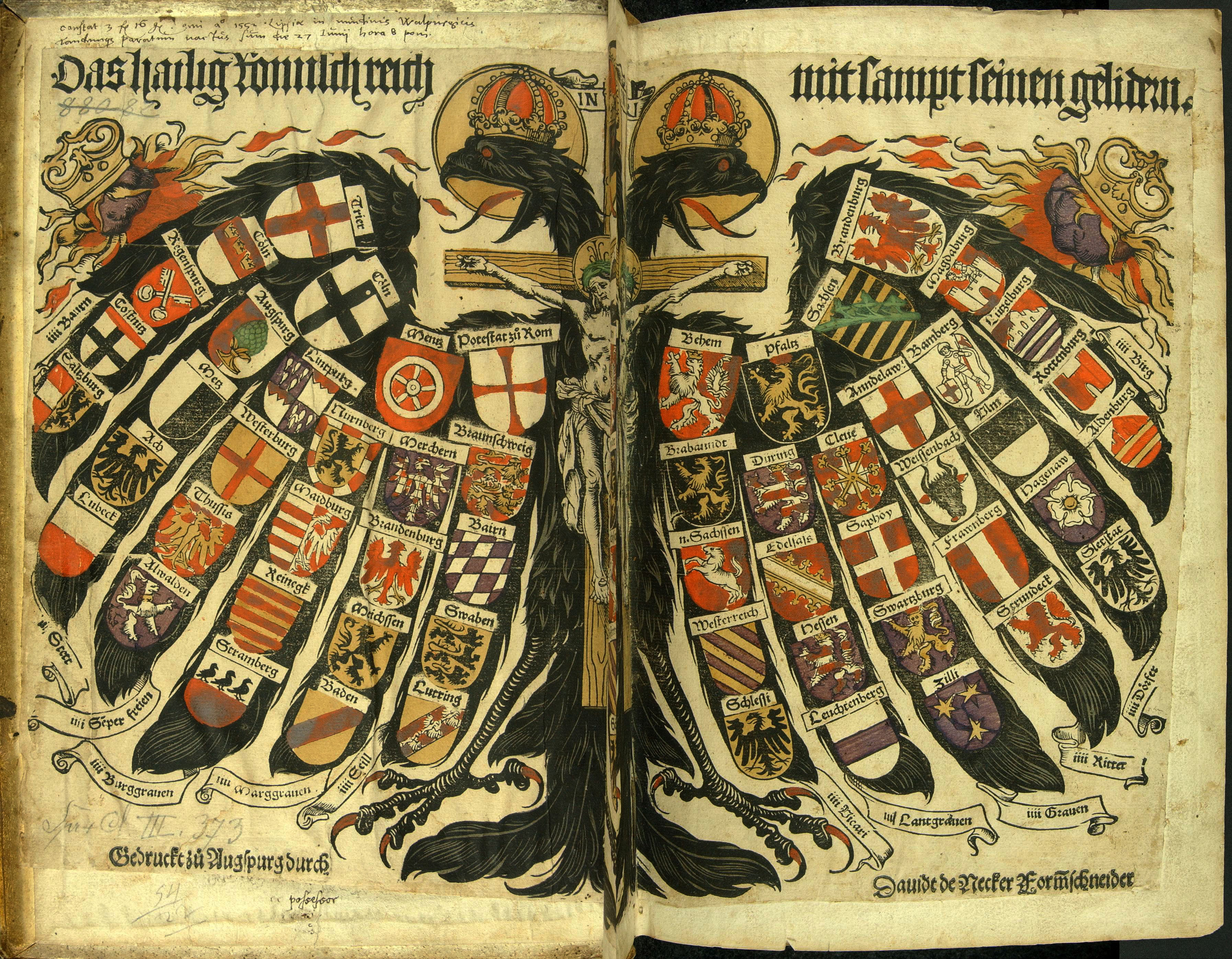
Condes de Celje na estrutura do Sacro Império Romano-Germânico
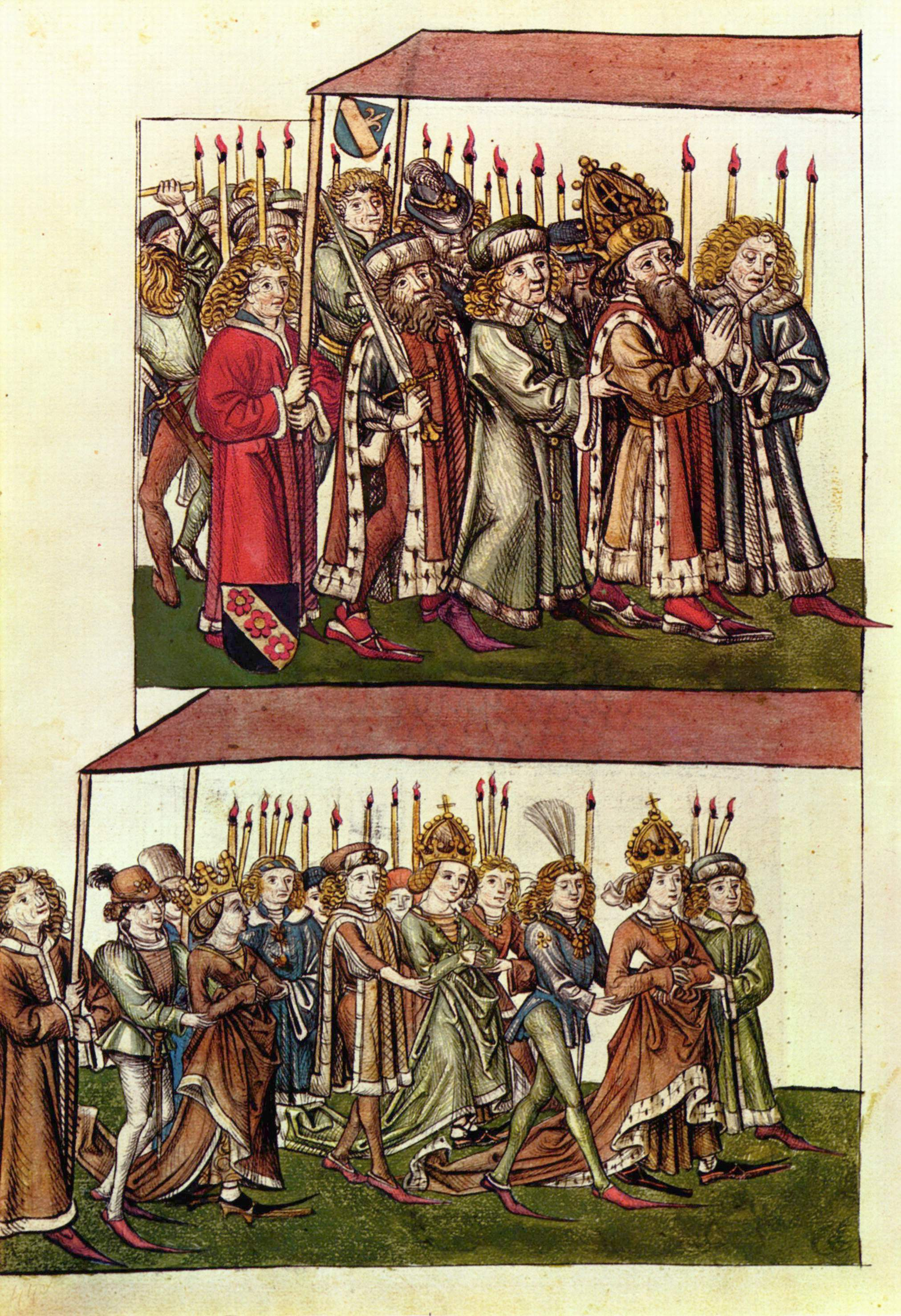
Sigismundo e Bárbara de Celje no Concílio de Constança
Brasão de Armas do Reino da Iugoslávia (1918 – 1945), com três estrelas douradas representando os eslovenos
Brasão de armas da Eslovênia

## Os Senhores de Sanneck ou Barões de Soune, Condes de Celje

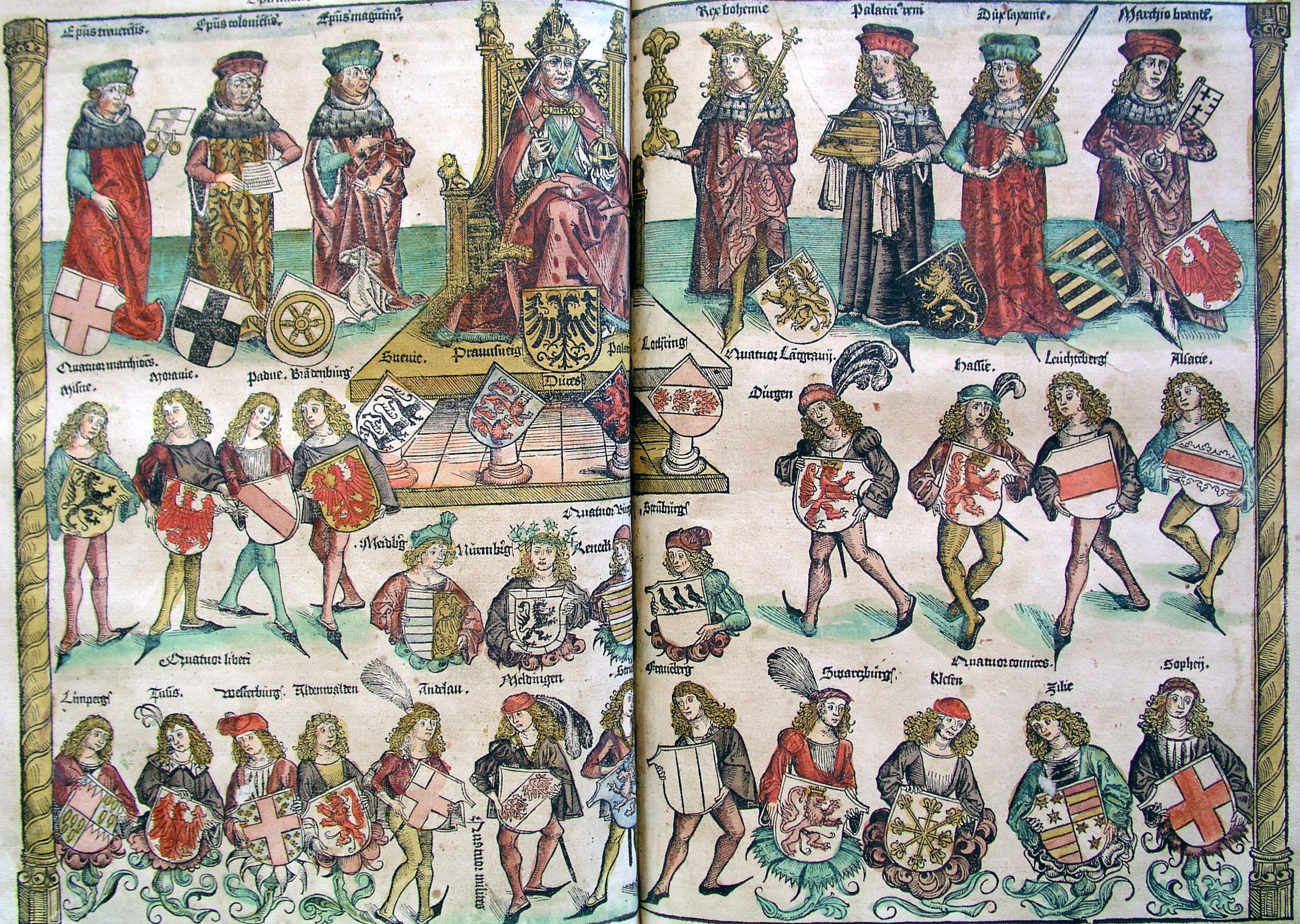
Condes de Celje na estrutura do Sacro Império Romano

Os Senhores de Sanneck (Žovnek) ou Barões de Soune
- Gebardo (ca.1130 – 1144)
- Gebardo II (1173  – 1227)
- Conrado I († ca.1255)
- Ulrico I de Sanneck († ca.1265)
- Ulrico II de Sanneck († ca.1316), casado com a Condessa Catarina de Heunburgo
- Frederico I, Conde de Celje (c.1300 - 1359/60), filho, a partir de 1341 Conde de Celje

Condes de Celje
- Ulrico I, Conde de Celje (1331 – 1368), Capitão na Marca da Carníola, casado com a Condessa Adelaide de Ortenburgo
- Herman I, Conde de Celje (1332/34 - 1385), irmão, casado com Catarina Kotromanić, filha do bano Estêvão II da Bósnia
- Guilherme, Conde de Celje (1361/62 - 1392), filho de Ulrico I, casado com Ana da Polônia, filha do Rei Casimiro, O Grande
  - Ana de Celje (1380 – 1416), filha, casada com o Rei Ladislau II da Polônia
- Herman II, Conde de Celje]] (c.1365 - 1435), bano da Croácia e Dalmácia, casado com Ana de Eschaumberga
  - Bárbara de Celje (c.1390 - 1451), filha, casada com o Rei Sigismundo da Hungria
- Frederico II, Conde de Celje († 1454), filho de Herman II, Príncipe em 1436, bano da Eslavônia, casado com 1ª esposa Isabel de Francopano; 2ª esposa Verônica de Desenice
- Ulrico II, Conde de Celje (1407 – 1456), filho, casado com Catarina Branković